# Daniel Nzika
Daniel Nzika, né le 16 février 1971 à Ouesso en république du Congo, est un prêtre religieux catholique évêque d'Impfondo.

## Biographie
Daniel Nzika est formé au petit séminaire de Makoua entre 1992 et 1995. Compagnon de la Communauté des Béatitudes de Blagnac, il étudie la philosophie et la théologie à l’université catholique de Toulouse de 1995 à 2000. Il obtient également une licence en théologie dogmatique à l’Institut catholique d’Angers.
Ordonné prêtre le 9 décembre 2000, il a exercé les fonctions de vicaire de la paroisse Saint-Michel de Pokola de 2000 à 2002, curé et directeur spirituel au séminaire propédeutique de 2003 à 2010, curé de la cathédrale Saint-Pierre Claver de Ouesso de 2010 à 2012, puis, vicaire général du diocèse de Ouesso de 2010 à 2012.
Il y est de nouveau vicaire général à partir de 2016.
Le 12 décembre 2019, le Pape François le nomme évêque d’Impfondo. Il remplace à cette fonction au gouvernement pastoral, Mgr Jean Gardin CSSp, pour lequel le pape avait prolongé la charge pastorale au-délà de la limite d’âge canonique de 75 ans.
Avec les diocèses de Pointe-Noire et de Ouesso, Impfondo était l'un des rares diocèses d'Afrique subsaharienne à être confié à un prêtre d'origine européenne, avant ce passage de témoin entre les missionnaires occidentaux et le clergé local.